# サミュエル・E・ライト
サミュエル・E・ライト（Samuel E. Wright 1946年11月20日 - 2021年5月24日）は、アメリカ合衆国の俳優、歌手。
ディズニー映画『リトル・マーメイド』にて、アカデミー受賞曲「アンダー・ザ・シー」を歌唱したセバスチャン役で知られており、2015年からはセバスチャン名義で活動していた。

## 来歴
ディズニー映画『リトル・マーメイド』にカニのセバスチャン役で出演。この中で「アンダー・ザ・シー」と「キス・ザ・ガール」を歌唱し、中でも「アンダー・ザ・シー」をアカデミー歌曲賞受賞へ導いた。以来ディズニー制作の派生作品にセバスチャン役で出演。
舞台俳優としても活動。特に1997年、同名のディズニー映画をミュージカル化した「ライオン・キング」で、オリジナル・ブロードウェイ・キャストとしてムファサ役を務め、トニー賞ミュージカル助演男優賞にノミネート。この他にも1984年の「タップンダンス・キッド」で同賞にノミネートされている。
2008年引退。
2015年より、祖国であるコロンビアのテレソン番組『Teletón』にセバスチャン名義で出演したのを機に活動再開。チリやアメリカ合衆国、イスラエルなどを、同じくセバスチャン名義で廻るツアー公演を展開している。
2018年に前立腺がんと診断されて3年にわたる闘病生活を送っていたが、2021年5月24日の夜、ニューヨーク・ウェルデンの自宅で安らかに息を引き取った。74歳没。

## 経歴

### セバスチャン役

#### 映画
- リトル・マーメイド Little Mermaid (1989)

#### TVアニメ
- リトル・マーメイド Little Mermaid (1992)
- ロウ・トゥーンエイジ Raw Toonage (1992)
- ハウス・オブ・マウス House of Mouse (2002)

#### OVA
- リトル・マーメイドII Return to The Sea The Little Mermaid II Return to the Sea (2000)
- リトル・マーメイドIII はじまりの物語 The Little Mermaid III (2008)

### 映画
- バード Bird (1988) ディジー・ガレスピー役
- ダイナソー Dinosaur (2000)クロン役

### 舞台
- オーヴァー・ヒア！ Over Here! (1974)
- タップダンスキッド The Tap Dance Kid (1984)　トニー賞ノミネート
- ライオン・キング The Lion King (1998) 初演版ムファサ役　トニー賞ノミネート

### TVドラマ
- エノス Enos (1980) 共同主演
- ジョニー・ゼロ Jonny Zero (2007)